# Alonso de Olmedo y Ormeño
Alonso de Olmedo y Ormeño (¿1626? - Alicante, 1682), dramaturgo y actor español del Siglo de Oro, hijo del actor y empresario teatral Alonso de Olmedo y Tofiño y padre del actor y empresario Alonso de Olmedo Escamilla y del actor Gaspar de Olmedo.
Nació en algún lugar de Aragón hacia 1626; fue ordenado de grados y corona y fue bachiller en cánones por la Universidad de Salamanca. En 1631 ingresó en la Cofradía de Nuestra Señora de la Novena estando en compañía de su padre, cuyos pasos siguió en el escenario representando galanes, pues era "de gallarda figura y de voz dulce y bien timbrada", como testimonia la Loa de Juan Rana de Agustín Moreto, en una escena en la que Cosme Pérez ha de imitar a Olmedo y lo describe así:
Con la cara de un Macías,
bigotillo a la francesa,
planta de retrato y vista,
la capita a la gineta
y con el habla de almíbar.
En 1652 se casó con la actriz María Antonia de León, que al poco sería raptada por el almirante de Castilla en uno de esos 'lances' tan habituales en la época en que se mezclan nobleza y farándula. Entonces Olmedo cayó en los brazos de la cantante María de Anaya, antes de que esta se casase con José del Prado. Estando en París, Anaya dio a luz un hijo de Olmedo, Gaspar, también actor, y en 1688 tuvo un segundo hijo también fuera de matrimonio con Manuela Escamilla, el actor especializado en papeles de gracioso y también empresario de comedias Alonso de Olmedo Escamilla.
Olmedo actuó sobre todo en Madrid, llegando a formar una de las mejores compañías teatrales de la época; murió en 1682 de gira en Alicante con la Compañía de Escamilla y Vallejo, y se le hizo un ostentoso entierro al que acudieron el Cabildo eclesiástico y sus canónigos. Como actor fue tan popular que llegaría a ser considerado por los cronistas como uno de los actores más grandes del Siglo de Oro.
También dramaturgo, dejó un buen puñado de entremeses (entre ellos La dama toro, Las locas caseras, El sacristán Chinchilla y Tirra, y el burlesco Píramo y Tisbe) y, sobre todo, bailes: Bernarda y Pascual, La gata gallega (representada con el Faetón de Pedro Calderón de la Barca en Palacio), La abejuela, El lantarulú o Los títulos de comedias. También participó en la comedia burlesca Antíoco y Seleuco.